# Phytobia setitibialis
Phytobia setitibialis este o specie de muște din genul Phytobia, familia Agromyzidae, descrisă de Mitsuhiro Sasakawa în anul 1992.
Este endemică în Columbia. Conform Catalogue of Life specia Phytobia setitibialis nu are subspecii cunoscute.